# Ocyptamus fuscicolor
Ocyptamus fuscicolor är en tvåvingeart som först beskrevs av Jacques-Marie-Frangile Bigot 1884.  Ocyptamus fuscicolor ingår i släktet Ocyptamus och familjen blomflugor.
Artens utbredningsområde är Nya Kaledonien. Inga underarter finns listade i Catalogue of Life.